# Madame Web
Madame Web är en amerikansk superhjältefilm från 2024, baserad på Marvel Comics karaktär med samma namn. Filmen är producerad av Columbia Pictures och Di Bonaventura Pictures, och är den sjätte filmen i Sony's Spider-Man Universe (SSU). Filmen är regisserad av S. J. Clarkson med manus av Matt Sazama och Burk Sharpless.
Filmen hade biopremiär i Sverige den 14 februari 2024, utgiven av Sony Pictures Releasing.

## Rollista (i urval)
- Dakota Johnson – Cassandra Webb (Madame Web)[7]
- Sydney Sweeney – Julia Carpenter
- Isabela Merced – Anya Corazon / Araña
- Tahar Rahim – Ezekiel Sims
- Celeste O'Connor – Mattie Franklin / Spider-Woman
- Emma Roberts – Mary Parker[8]
- Adam Scott – Ben Parker
- Mike Epps – O'Neil
- Zosia Mamet – Amaria